# El Rosal
El Rosal è un comune della Colombia facente parte del dipartimento di Cundinamarca.
Il centro abitato venne fondato da Ana Vicenta González nel 1903, mentre l'istituzione del comune è del 25 settembre 1997.